# Frigidaire
Frigidaire Appliance Company es la marca estadounidense de electrodomésticos para consumidores y comerciales subsidiaria de la empresa multinacional Electrolux, un fabricante sueco de electrodomésticos con sede en Estocolmo.
Frigidaire fue fundada como Guardian Frigerator Company en Fort Wayne, Indiana, y desarrolló el primer refrigerador autónomo, inventado por Nathaniel B. Wales y Alfred Mellowes en 1916. En 1918, William C. Durant, fundador de General Motors, invirtió personalmente en la empresa y en 1919 adoptó el nombre de Frigidaire.
La marca era tan conocida en el campo de la refrigeración a principios y mediados del siglo XX que muchos estadounidenses llamaban Frigidaire a cualquier refrigerador, independientemente de la marca. En Francia, Canadá y algunos otros países o áreas de habla francesa, la palabra Frigidaire se usa a menudo como sinónimo hoy en día, y en forma transcrita en serbocroata también ("frižider", "фрижидер"). Aunque los nombres aliterativos Frigidaire o su antecedente Frigerator sugieren un origen de la palabra inglesa ampliamente utilizada "fridge", es simplemente una contracción de "refrigerator", una palabra en uso desde 1611.
Desde 1919 hasta 1979, la empresa fue propiedad de General Motors. Durante ese período, fue primero una subsidiaria de Delco-Light y luego una división independiente con sede en Dayton, Ohio. La división también fabricaba compresores de aire acondicionado para automóviles de GM. Mientras la empresa era propiedad de General Motors, su logotipo presentaba la frase "Product of General Motors", y luego se renombró como "Home Environment Division of General Motors".
Frigidaire fue vendida a White Consolidated Industries en 1979, que en 1986 fue comprada por Electrolux, su matriz actual.
La empresa reclama ser la primera en:
- Refrigerador eléctrico autónomo (septiembre de 1918 en Detroit).[7]
- Congelador de alimentos para el hogar.
- Aire acondicionado de habitación.
- Estufa eléctrica de 30"
- Colores coordinados para electrodomésticos del hogar.

## Lavadoras automáticas

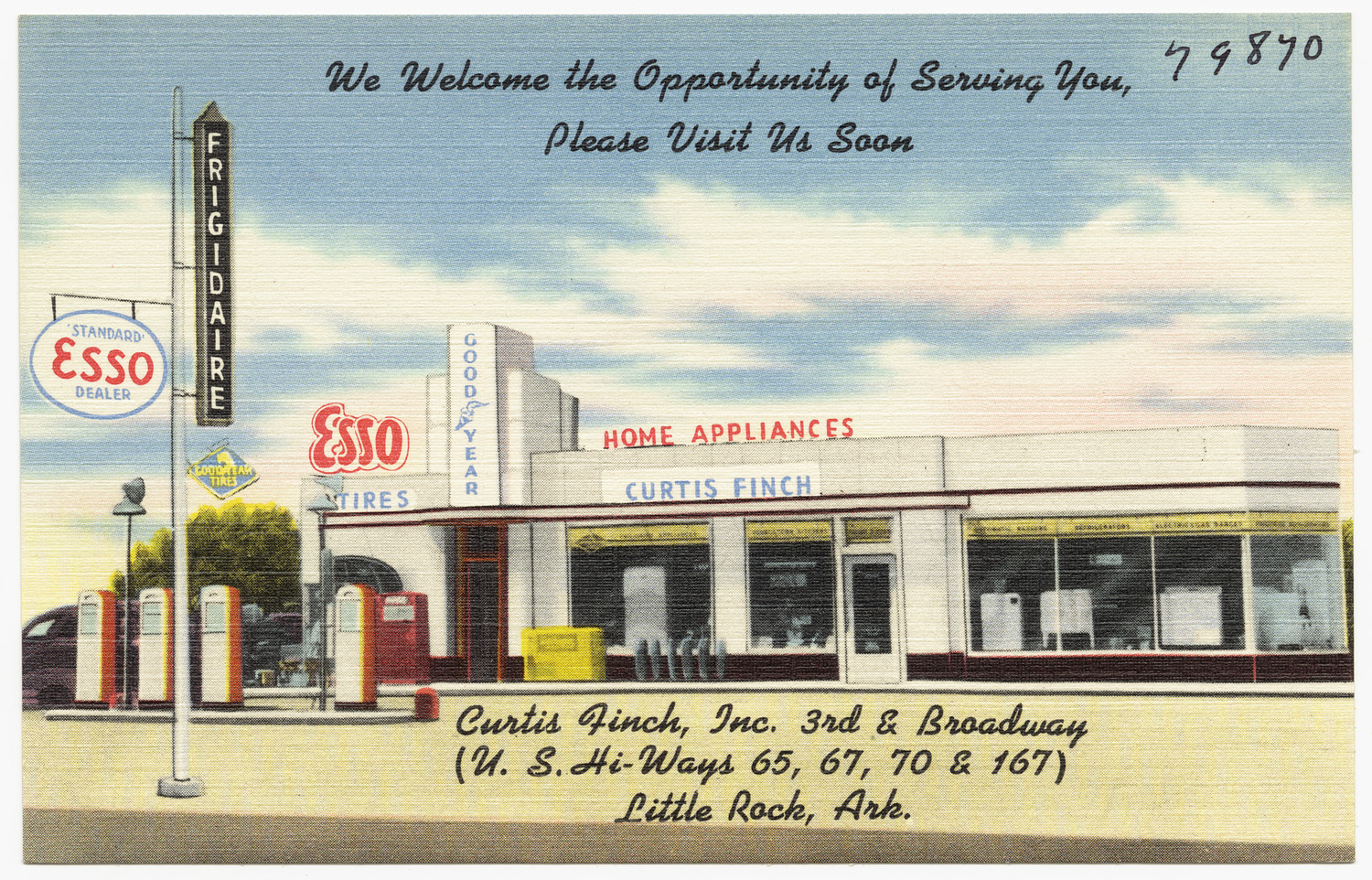
Distribuidor de Frigidaire y estación de servicio Esso, Arkansas, ca. 1930-1945

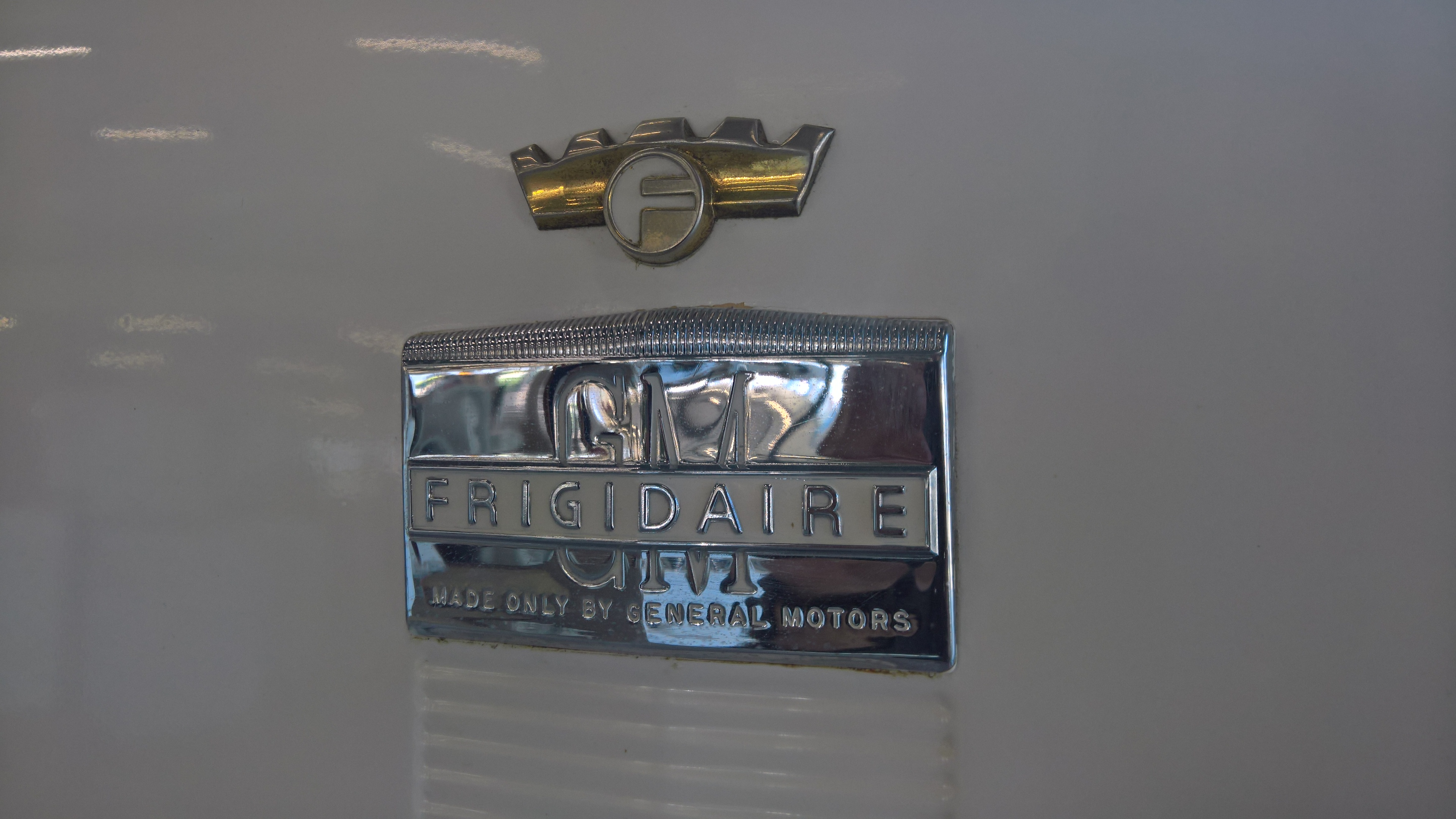
Frigorífico Frigidaire antiguo dentro de una tienda de segunda mano en la ciudad de Veendam, en Groninger.

Durante los años en que Frigidaire fue propiedad de General Motors, fue muy competitiva en el negocio de las lavadoras automáticas. El ingeniero de Frigidaire, Kenneth Sisson, a quien también se le atribuye el diseño del temporizador incremental utilizado en lavadoras y lavavajillas durante muchos años, diseñó la lavadora automática de Frigidaire con el mecanismo Unimatic a finales de la década de 1930. La producción de las primeras lavadoras automáticas de Frigidaire se detuvo debido a la Segunda Guerra Mundial y, por lo tanto, la máquina no se introdujo formalmente hasta 1947. La acción de lavado de una lavadora automática de Frigidaire era única porque el agitador pulsaba hacia arriba y hacia abajo, una desviación única del tipo oscilante tradicional. Las lavadoras de Frigidaire eran comúnmente nombradas por sus mecanismos, que sufrían cambios frecuentes a lo largo de los años. El Unimatic estuvo en producción más tiempo que cualquier otro mecanismo de Frigidaire, desde 1947 hasta 1958 para lavadoras automáticas domésticas y hasta 1963 para lavadoras comerciales operadas con monedas en lavanderías de autoservicio. 
El mecanismo Pulsamatic, único porque pulsaba 630 veces por minuto, fue introducido en 1955 para los modelos de gama baja. Esto se convirtió en la base para el Multimatic, introducido para el año modelo 1959. El Multimatic duró hasta 1964, cuando se presentó el Rollermatic para la línea de 1965. El Rollermatic era único en que, en lugar de utilizar una caja de engranajes llena de aceite, rodillos de metal y de uretano transferían la potencia dentro del mecanismo. Esto sufrió una ligera revisión en 1970 para la nueva capacidad de dieciocho libras 1-18, que mantenía el mismo mecanismo básico pero se diferenciaba en que era accionado por correa desde el motor y añadía una bomba de recirculación. Además de la acción única, otra característica notable de estas lavadoras antiguas era el ciclo de centrifugado final a alta velocidad (apodado "Rapidry"), 1140 revoluciones por minuto en el Unimatic, 850 en el Multimatic y 1010 en los modelos Rollermatic de gama alta.
Cuando Frigidaire fue adquirida por White Consolidated Industries en 1979, abandonó el diseño de General Motors en favor del diseño de carga superior producido por Westinghouse, ya que White-Westinghouse ya era una de sus marcas para ese entonces.

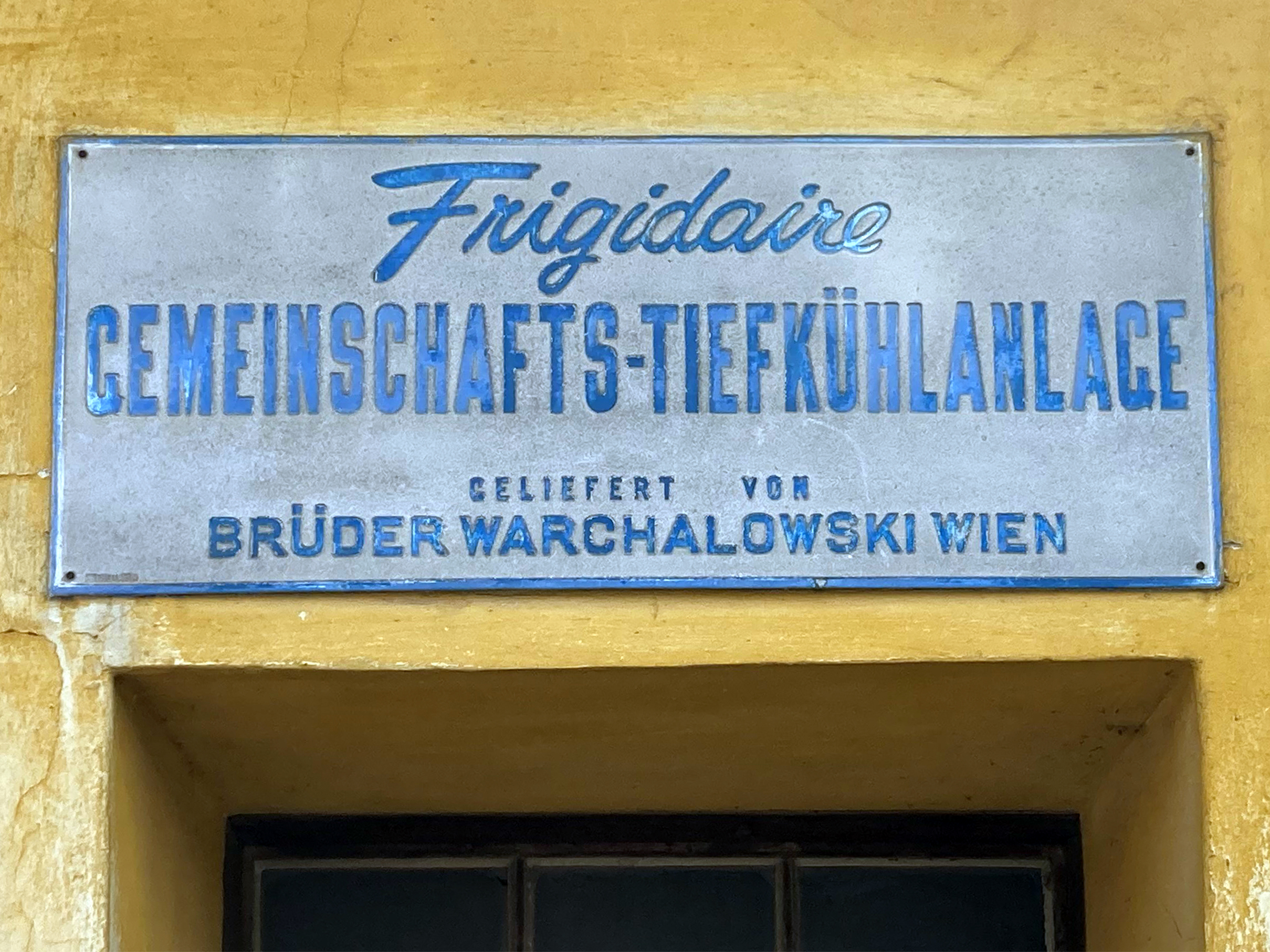
Cartel de la empresa de los hermanos Frigidaire/Warchalowski en el antiguo almacén frigorífico de Klein-Harras

## Refrigeradores
Frigidaire también produce una amplia variedad de refrigeradores y congeladores para el mercado de consumo. Su línea de modelos incluye unidades de refrigerador-congelador de varios tipos diferentes. La selección que ofrecen incluye modelos tradicionales de congelador superior, así como estilos más modernos de puerta francesa y de lado a lado.
En 2016, Frigidaire se asoció con Ryder y Embark, una empresa de camiones autónomos, para entregar refrigeradores de Texas a California. Se utilizan camiones autónomos de Nivel 2. Tienen un conductor detrás del volante en todo momento. La razón para experimentar con vehículos autónomos es una inminente escasez de conductores. En 2015, la Asociación Americana de Camiones predijo que habría una escasez de 175,000 conductores para 2024.

## Aires acondicionados
Además de fabricar acondicionadores de aire para habitaciones, Frigidaire también proporcionó los sistemas de aire acondicionado de fábrica para los automóviles de General Motors (GM). Desde la década de 1950 hasta la de 1970, estas unidades desarrollaron una reputación por proporcionar potentes sistemas de aire acondicionado en prácticamente todos los automóviles y camiones de GM, desde los Cadillacs más grandes hasta el pequeño Chevrolet Vega. GM también vendió compresores de aire acondicionado de automóviles Frigidaire a British Leyland para Jaguar y a Rolls-Royce para los automóviles de las marcas Rolls-Royce y Bentley.

## Fabricación

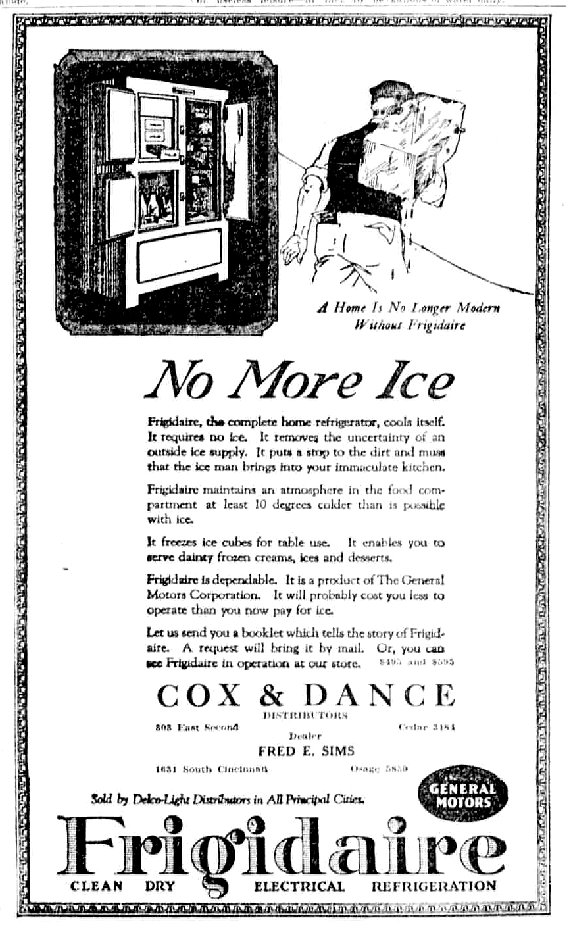
Anuncio de periódico sobre refrigerador "sin hielo" Frigidaire de 1922.

Una nueva planta de fabricación de placas de cocina se inauguró en el parque industrial Frank C. Pidgeon, al suroeste de Memphis. La instalación está construida según los estándares de certificación LEED. Los trabajadores fabricarán las líneas de productos Electrolux ICON, Electrolux y Frigidaire de la empresa, incluidas las cocinas empotrables/deslizables, los hornos empotrados, las cocinas independientes especiales y las placas de cocina. La planta de fabricación de 750,000 pies cuadrados y $190 millones en Memphis comenzó la producción de estufas y cocinas en 2013. El centro de investigación y desarrollo de la planta incluye la tecnología y maquinaria para simular el uso y las expectativas de rendimiento de por vida de una estufa y puede probar más de 300 productos a la vez.

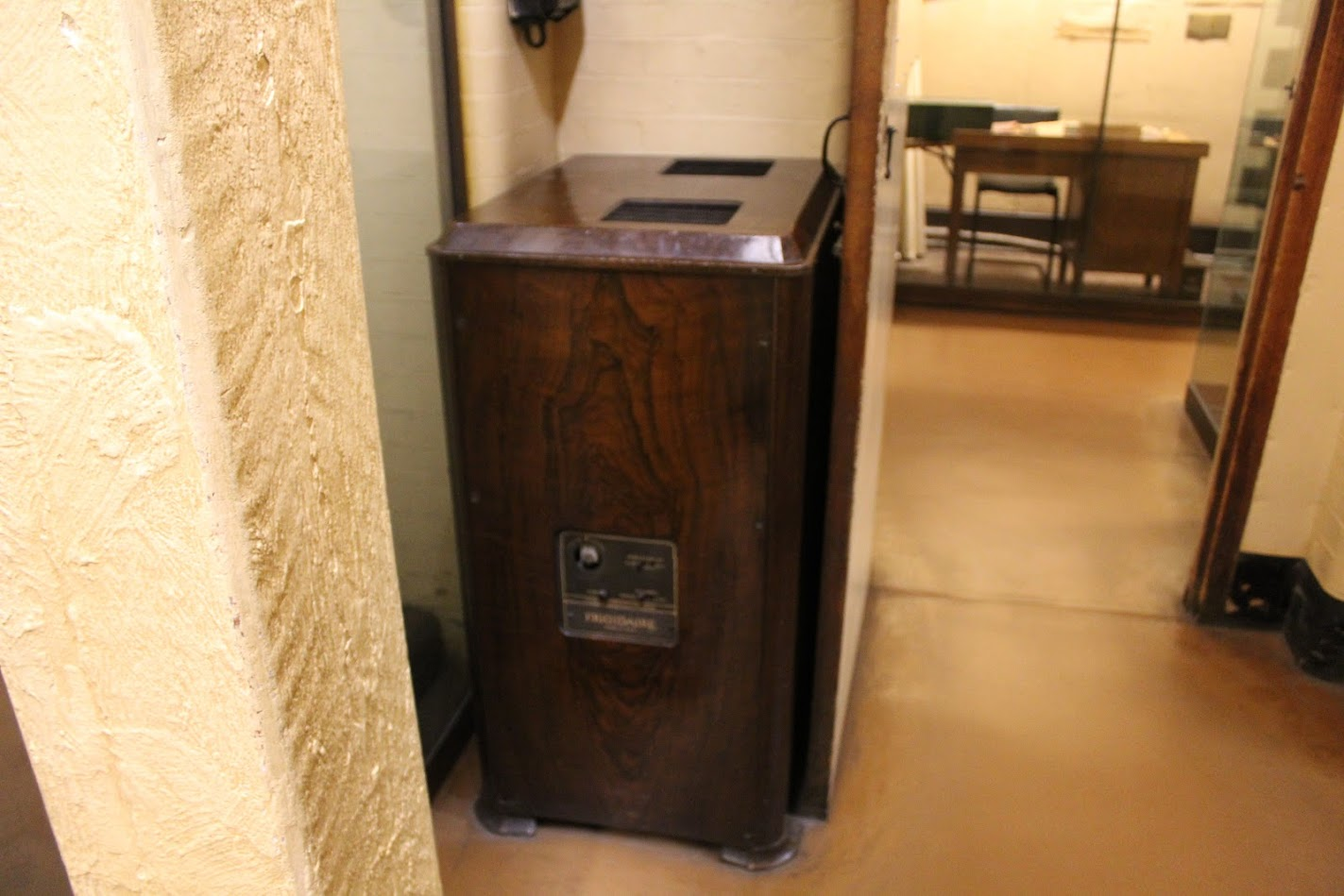
Esta unidad de aire acondicionado Frigidaire se encuentra en las Churchill War Rooms.

Electrolux/Frigidaire también opera una planta de fabricación de cocinas de gas y eléctricas independientes en Springfield, Tennessee. La instalación de Springfield emplea actualmente a unas 2,900 personas.
También ha operado una gran planta de fabricación en el norte de México desde 2005. A partir de 2022, las unidades de aire acondicionado se fabrican en China.

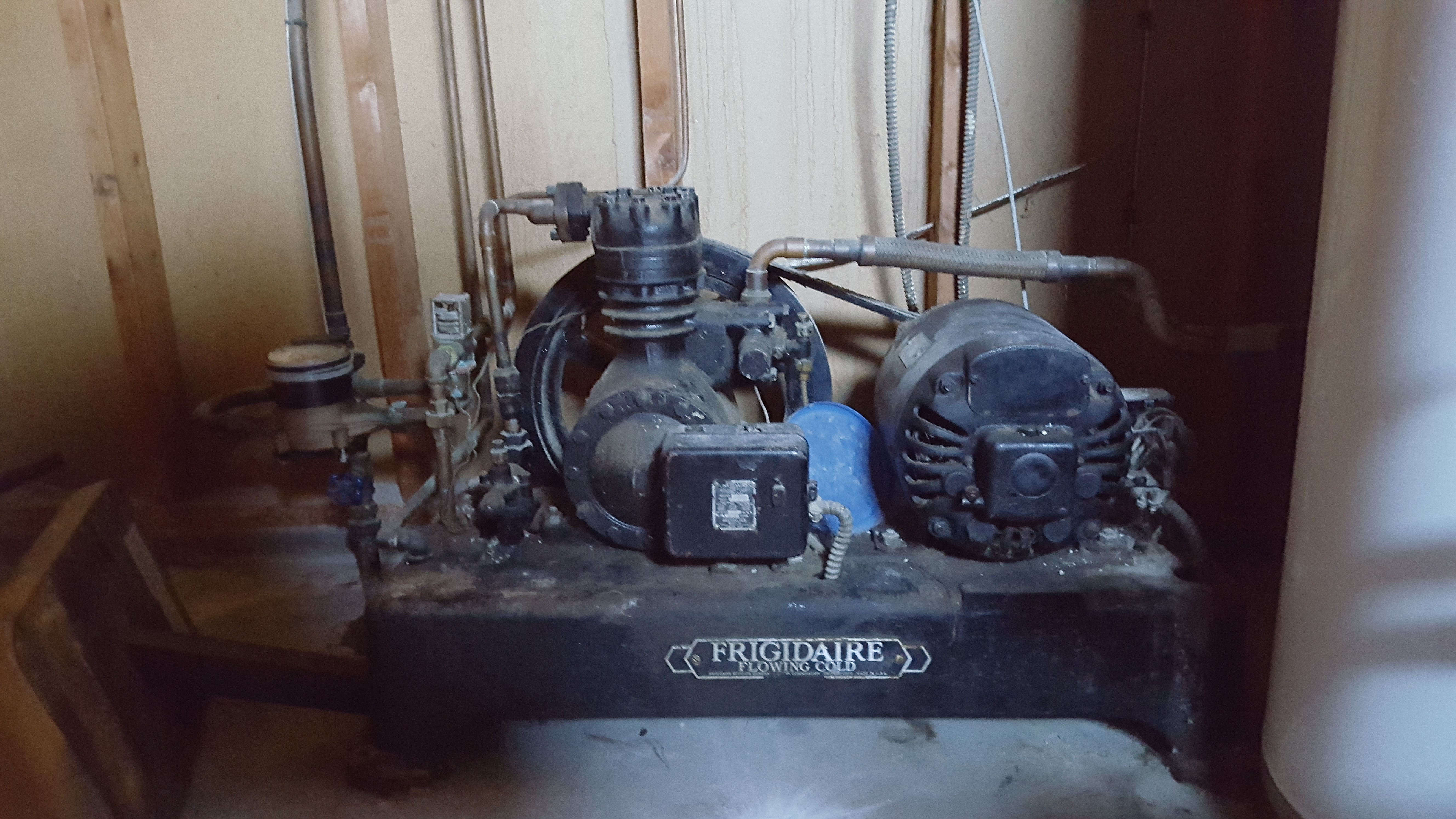
Unidad de aire acondicionado en funcionamiento

La Comisión de Seguridad de Productos del Consumidor, alertada por usuarios en plataformas de redes sociales como Twitter/X, Instagram, Facebook y otras, descubrió problemas de calidad con los productos de Frigidaire y emitió dos retiradas del mercado solo en 2024.
- Retirada - Estufas - Peligro de electrocución (2024) Frigidaire (Electrolux) retira del mercado las estufas de control trasero debido a riesgos de descarga eléctrica y electrocución.[18]
- Retirada - Refrigeradores - Peligro de asfixia (2024) Frigidaire (Electrolux) retira del mercado los refrigeradores de lado a lado con cubetas de hielo delgadas debido a riesgos de asfixia y laceración.[17]
- Retirada - Estufa de gas - Fuga de gas, peligro de incendio (2023) Frigidaire (Electrolux) retira del mercado las placas de cocina a gas debido a riesgo de fuga de gas, peligro de incendio.[19]